# Îlot de Monchique
L'îlot de Monchique (en portugais : Ilhéu do Monchique) est un îlot situé dans la freguesia de Fajã Grande, dont la municipalité est Lajes das Flores, aux Açores, au Portugal.
C'est le point le plus à l'ouest de l'Europe. Il servait historiquement aux navigateurs pour calibrer leurs instruments de navigation.

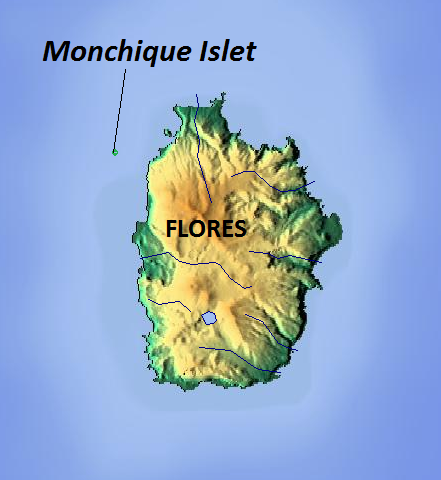
Localisation de l'îlot de Monchique par rapport à l'île de Flores.